# Rodolfo Gustavo da Paixão
Rodolfo Gustavo da Paixão (São Brás do Suaçuí, 13 luglio 1853 – Rio de Janeiro, 18 novembre 1925) è stato un politico brasiliano due volte governatore dello stato di Goiás, da febbraio 1890 a gennaio 1891, e di nuovo da luglio a dicembre 1891. È stato decorato con il Cavaliere dell'Ordine Militare di Avis e la Medaglia Militare d'Oro.